# Achelia transfugoides
Achelia transfugoides is een zeespin uit de familie Ammotheidae. De soort behoort tot het geslacht Achelia. Achelia transfugoides werd in 1973 voor het eerst wetenschappelijk beschreven door Stock. 